# Bogatoje (Kaliningrad)
Bogatoje (russisch Богатое, deutsch Pokalkstein) ist ein Ort in der russischen Oblast Kaliningrad und gehört zur kommunalen Selbstverwaltungseinheit Stadtkreis Selenogradsk im Rajon Selenogradsk.

## Geographische Lage
Bogatoje liegt 32 Kilometer nordwestlich der Oblasthauptstadt Kaliningrad (Königsberg) an der Kommunalstraße 27K-159 im Abschnitt von Salskoje (Sankt Lorenz) in der Nähe der Abzweigung von der Regionalstraße 27A-013 (ex A 192) nach Kljukwennoje (Klycken).

## Geschichte
Das bis 1947 Pokalkstein genannte Dorf wurde 1305 gegründet und bestand vor 1945 aus drei großen Höfen. Im Jahre 1874 kam Pokalkstein in den neu errichteten Amtsbezirk Sankt Lorenz und gehörte zum Landkreis Fischhausen – von 1939 bis 1945 zum Landkreis Samland – im Regierungsbezirk Königsberg der preußischen Provinz Ostpreußen.
Am 11. Dezember 1893 schlossen sich die drei Landgemeinden Kraam (heute russisch: Gratschowka), Plautwehnen (heute russisch: Rakitnoje) und Pokalkstein zur neuen Landgemeinde Kraam zusammen.
In Kriegsfolge kam Pokalkstein mit dem gesamten nördlichen Ostpreußen im Jahre 1945 zur Sowjetunion und erhielt 1947 die russische Bezeichnung Bogatoje. Gleichzeitig wurde der Ort dem Dorfsowjet Schatrowski selski Sowet im Rajon Primorsk zugeordnet. Von 2005 bis 2015 gehörte Bogatoje zur Landgemeinde Krasnotorowskoje selskoje posselenije und seither zum Stadtkreis Selenogradsk.

## Kirche
Die mehrheitlich evangelische Bevölkerung Pokalksteins war vor 1945 in das Kirchspiel der Pfarrkirche in Sankt Lorenz (heute russisch: Salskoje) eingegliedert. Es gehörte zum Kirchenkreis Fischhausen (Primorsk) innerhalb der Kirchenprovinz Ostpreußen der Kirche der Altpreußischen Union. Heute liegt  Bogatoje im Einzugsbereich der in den 1990er Jahren neu entstandenen evangelisch-lutherischen Auferstehungskirche in Kaliningrad (Königsberg) innerhalb der Propstei Kaliningrad der Evangelisch-lutherischen Kirche Europäisches Russland.